# Louis Mucci

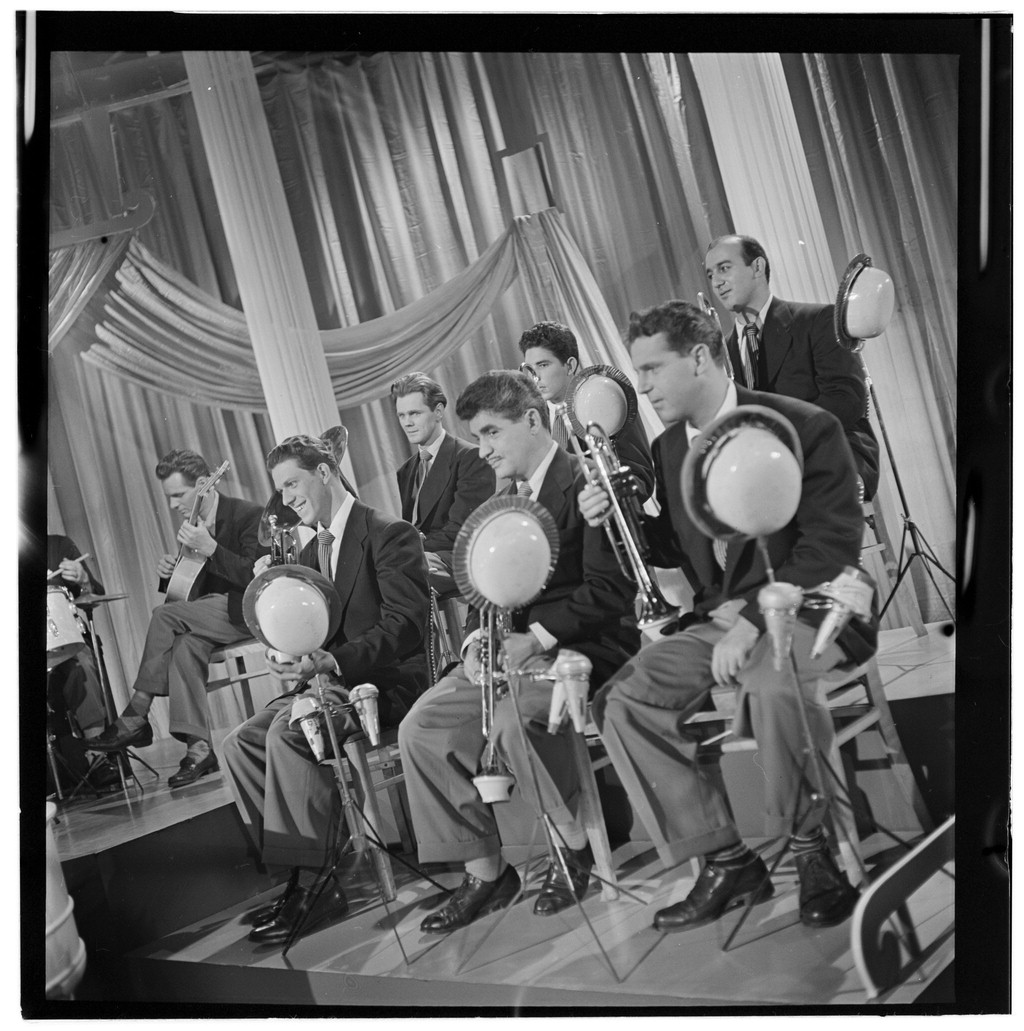
Lou Mucci (vordere Reihe, Mitte), u. a. mit Barry Galbraith (hinten links) in einem Filmorchester der Columbia Studios, ca. September 1947.
Fotografie von William P. Gottlieb.

Louis „Lou“ Mucci (* 13. Dezember 1909 in Syracuse, New York; † 4. Januar 2000) war ein US-amerikanischer Jazz-Trompeter des Swing. Er spielte später im Gil Evans Orchestra mit Miles Davis.
Louis Mucci beherrschte schon zehnjährig das Tenorhorn, wechselte sechs Jahre später zur Trompete. Er spielte mit Red Norvo 1937, Glenn Miller 1938–1939, Bob Chester 1940–1941. Von 1943 bis 1946 war Mucci zur Army eingezogen; danach war er bei Benny Goodman und Claude Thornhill. In den 1950er Jahren arbeitete Mucci freelance und als Studiomusiker, so mit Thad Jones und Charles Mingus auf dessen Musiklabel Debut Records. In den 1960er Jahren arbeitete er mit Gil Evans in mehreren Projekten zusammen; so war er an den Platten Sketches of Spain, Porgy And Bess und dem Live-Album At Carnegie Hall 1961 beteiligt, die der Bandleader mit dem Trompeter Miles Davis einspielte. Außerdem spielte er mit John LaPorta und Alonzo Levister Platten ein.

## Diskographische Hinweise
- Charles Mingus: The Complete Debut Recordings (Debut Records, Fantasy, 1951–1958) mit Thad Jones, Don Senay
- Gil Evans: Gil Evans And Ten (OJC, 1957), The Individualism of Gil Evans (Verve, 1964)
- Kenny Burrell: Guitar Forms (Verve, 1964)
- Miles Davis: Miles Ahead (1957), Porgy and Bess (1958), Sketches of Spain (1959), Quiet Nights (1961)